# Johann Philipp Heyl
Johann Philipp Heyl (* 9. September 1770 in Weyer; † 13. Oktober 1853 ebenda) war ein deutscher Bürgermeister und Politiker.
Heyl war der Sohn des Schultheißen Johann Philipp Heyl (1739–1808) und dessen Ehefrau Anna Katharina geborene Fink (1746–1795). Er war evangelisch und heiratete Elisabethe, geborene Becker († 14. März 1815 in Weyer). Er war Bürgermeister seines Heimatortes.
Von 1848 bis 1851 war er Mitglied der Ständeversammlung der Landstände des Herzogtums Nassau, wo er dem konservativen Club der Rechten angehörte. Er wurde im Wahlkreis IV (Weilburg/Runkel) gewählt.
Seine Nachfahren leben bis heute in Weyer.